# Baie des Baleines
Pour les articles homonymes, voir Baleine (homonymie).

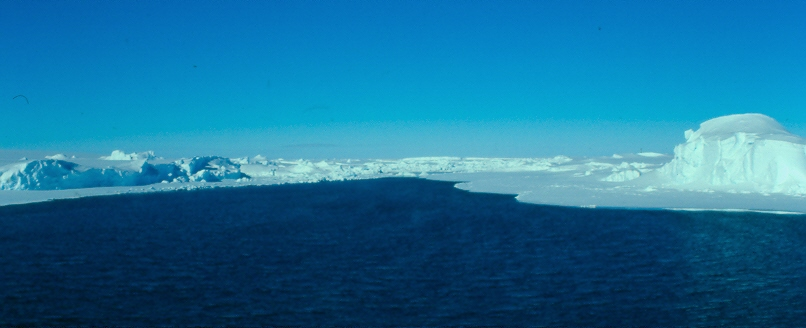
Baie des Baleines

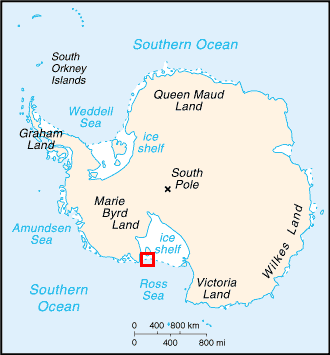
Baie des Baleines

La baie des Baleines est un port naturel de glace qui se forme sur le front de la barrière de Ross, juste au nord de l'île Roosevelt.
Ce port servit de base à l'expédition victorieuse de Roald Amundsen pour la conquête du pôle Sud en 1911, pour les expéditions de Richard Byrd de 1928-1930 et de 1933-1935 et de base occidentale de l'U.S. Antarctic Service de 1939-1941.
La configuration de ce port de glace se modifie en permanence. L'étude effectuée par l'expédition Byrd en 1934 détermina que la cause de ce phénomène est que l’endroit se trouve au confluent de deux systèmes glaciaires, dont les déplacements sont perturbés par la présence de l’île Roosevelt.
Le commandant Glen Jacobsen, de l'US Navy, qui visita l'Antarctique en janvier 1955, découvrit que le vêlage de la banquise rendait le port temporairement inutilisable.
Ce port naturel fut nommé ainsi par Ernest Shackleton lors de son expédition Nimrod, le 24 janvier 1908, à cause des nombreuses baleines qu'il y a aperçues.